# راک انان اسپرینگز (ویرجینیا)
راک آنان اسپرینگز (به انگلیسی: Rock Enon Springs) یک منطقهٔ مسکونی در ایالات متحده آمریکا است که در شهرستان فردریک، ویرجینیا واقع شده‌است.